# 184315 Denisbogan
184315 Denisbogan è un asteroide della fascia principale. Scoperto nel 2005, presenta un'orbita caratterizzata da un semiasse maggiore pari a 2,454114 UA e da un'eccentricità di 0,199518, inclinata di 2,013863° rispetto all'eclittica.